# Николаевка
Вижте пояснителната страница за други значения на Николаевка.
Николаевка е село в Североизточна България. Старото му име е Хадърча („Гробар“). Селото се намира в община Суворово, област Варна.

## География
Селото е на 30 км северозападно от гр. Варна. Разположено е на 350 – 400 м над морското равнище от двете страни на Николаевската река. Реката тече в северна посока, минава край селата Засмяно и Ботево, навлиза в Добруджа, става подземна река и се влива в р. Дунав.
Земята в селото и в неговата околност е тучна и плодородна. Черноземът по времето на кооперативното стопанство е бил благоприятна почва за отглеждане не само на житни и технически култури (тютюн и слънчоглед), но и на много ягоди и зеленчуци. Производството на зеленчуци спира след ограбването на поливните съоръжения и след връщането на земята на хората. В селото по време на АПК е имало и голяма свинеферма, краварник и овчарници, които са давали работа и препитание на доста от неговите жители.
В селото и околността му са изградени над 10 чешми, водата от които е вкусна и питейна. Дебитът на водата от всички тях се осигурява от подпочвени води, т.е. водата е изворна. На 3 км от селото се намира язовир Николаевка, до него е построена хижа. В околностите на селото и в гората растат много дренки и други диви плодове.
Селото е близо и до град Вълчи дол. В последните две години в селото доста къщи се закупуват от чужденци, които прекарват почивката си сред китните градини, подредените дворове и чистия въздух.

## История
Селото е преименувано от Хадърча на Николаевка с височайши доклад № 4484/обн. 18 юни 1881 г. Името на селото се споменава в местната преса във връзка с публична продан на имоти през 1896 г.
При избухването на Балканската война в 1912 година двама души от Николаевка са доброволци в Македоно-одринското опълчение. През 1913 г. румънската войска завзема селото по време на Междусъюзническата война и издевателства с местното население и селския кмет Кателия Димов.
През 1914 г. в селото функционира държавна жребцова станция под контрола на варненския окръжен ветеринарен лекар.
През пролетта на 1949 г. в селото функционира всестранна взаимоспомагателна кооперация.

## Културни и природни забележителности
Църквата, която се намира в центъра на селото; обособена музейна сбирка, разказваща историята на селото и на първите заселници. Към днешна дата центърът на селото е обновен. Обособени са места за отдих около езерото, детска площадка. През 2011 г. е възстановена родната къща на Петър Дънов, разрушена по време на комунистическия режим.
Традиция е всеки набор от селото на своята 50-а годишнина да посажда дръвче в обособения импровизиран парк. Чешмата, построена на 30-на метра от центъра в посока изход към Варна, е от 1932 година.
Николаевка и Възраждането във Варна и Варненски окръг
Още от турско време и сега е център на община. В административно отношение навремето селото принадлежало на Козлуджанската нахия.
Населението на Варненската кааза и Козлуджанската нахия през 19 в. е предимно мюсюлманско и се състои от турци, татари и др. Турската колонизация и руско-турските войни в по-късните столетия довеждат до почти пълното изчезване на българското население. Част от него се влива в големия изселнически поток след 1828 – 29 г. към Северна Добруджа и Бесарабия.
В следващите години тук се установяват българи преселници, главно от източнобалканските села Голица и Еркеч. Една група, водена от Атанас Георгиев, се заселва в с. Хадърча (днес с. Николаевка), а другата част, водена от Кара Марин, тръгнала с руските войски на север и в Бесарабия основала село, което сега се нарича Голица. Това ново население представлява етническата основа на българското национално Възраждане във Варненския край.
Към средата на 19 век, когато в този край проблясват първите зари на национална пробуда, с. Хадърча заема ръководна роля на подбудител и организатор на българщината във Варненско. Изключителната заслуга за това се пада на будния и предприемчив селски чорбаджия и голям родолюбец Атанас Георгиев. Роден в с. Голица, Месемврийско и получил според тогавашните понятия едно добро местно образование на български, гръцки и турски, Атанас Георгиев постъпил по време на Руско-турската война (1828 – 1829) г. като преводач при русите, с които е ходил чак до Одрин. След войната, след като баща му с много свои съселяни напуснал Голица и се преселил и установил в Хадърча, тук дошъл и Атанас. Благодарение на своите знания и интелигентност, на своите връзки с турските и гръцките първенци във Варна и на покровителството, което оказвал на своите съселяни, сам се издигнал след смъртта на своя баща пред тях като най-влиятелния човек в селото, и те го избират за селски мухтар (кмет), чорбаджия.
Атанас Георгиев е бил рядко издигнат българин, който въпреки невежеството на своите съселяни сам и на свои разноски отворил в 1847 г. първото българско училище в селото си. За пръв български учител условил младия Константин поп Дъновски от родопското село Читак. Младият учител, условен за 500 гроша годишно и храна, започва работа с 10 – 15 ученици в килера на чорбаджи Атанасовата къща.
След училището, чорбаджи Атанас убедил своите съселяни да отворят и българска църква. През следващата година е построена специална сграда с две стаи. Едната е за училище, а другата – за църква. Но гръцките интриги спират строителството. Тогава чорбаджи Атанас отива във Варна и с турски големци издейства разрешение за продължаване на строежа. На 26.10.1851 г. в присъствието на много селяни от съседните села сградата е осветена от Варненския митрополит Порфирий и пръв български свещеник става споменатият К. Дъновски. Започват училищните занятия. През 1853 г. те са преустановени, тъй като е обявена Кримската война. През 1856 г. войната свършва и К. Дъновски отново събира децата. На следващата година той е ръкоположен за свещеник. На негово място е назначен Петър Атанасов. През същата година е извикан и втори свещеник – Иван Громов.
Благодарение на тая родолюбива дейност на Атанас Чорбаджи и поради слабостта и неорганизираността още на варненските българи, на село Хадърча се паднало да заеме на първо време едно особено средищно положение във възродителните усилия на българите във Варненска околия. По такъв начин създаденото в Хадърча българско просветно национално огнище не останало без влияние върху развитието изобщо на народните работи в областта. Атанас Чорбаджи се намира във връзка с търговци във Варна. К. Дъновски, който станал негов зет, се преместил във Варна, където внесъл високия български дух на своя тъст и както сам той казва, понякога по време на служба в гръцката църква, произнасял евангелието или някои ектении на славянски.
Когато с акта от 3.04.1860 г. цариградските българи, начело с Иларион Макариополски, провъзгласили основаването на отделна самостойна българска църква, както в другите краища на България, така и във Варненската околия българите се раздвижили и подкрепили този почин. Забележително е, че не във Варна, дето българите се чувствали още слаби и неорганизирани, а в село Хадърча било свикано за целта на 21.05.1860 г. по споразумение между дяда Атанаса и варненските български първенци, едно събрание от представители на българите във Варненско, а именно от селата: Девня, В. Козлуджа (дн. гр. Суворово), Хасърджик (дн. с. Щипско), Караач, Юшенлий (дн. с. Ботево), Кумлуджа (дн. с. Крумово), Суджаскьой (дн. с. Водица), Гевреклер (дн. с. Калиманци), Гюндоглу (Гюн-доуду, дн. с. Изгрев), Чатмата и Коуджук, на което било решено, че се отказват оттук нататък от цариградската гръцка патриаршия и нейните владици, и признават за свое църковно началство новата българска църква в Цариград, начело с Иларион Макариополски. Това решение, подписано от всички представители – първенци, придружено от особено писмо на варненските българи, било изпратено в Цариград на Макариополски с покана да посети и обиколи Варненско. По такъв начин с. Хадърча заело едно особено средищно положение във варненска околия.
На следната година в Хадърча на ново едно събрание на селата във Варненско тоя забележителен българин, Атанас Чорбаджи, бил избран за представител на Варненско по народните работи в Цариград. Той заминал за там, където останал като такъв на свои разноски до своята смърт.
В 1861 г. Атанас Чорбаджи носи просбата на Варненско до Високата порта, с която иска:
1. Да бъде призната и утвърдена църковната независима йерархия.
2. Да позволи, щото българското духовно началство заедно с българските представители да уреди църковните дела на българските епархии.
Тая просба е подписана и подпечатана от първенците на селата Капаклий, Хадърча, Гюндоглу, Гевлеклер, Чатмата и Козлуджа. В Цариград престоял 4 години и издействал назначаването на двама свои съселяни за свещеници в околните села.
След 4 години дълги борби за църковната свобода на нашия народ, тоя бележит българин починал в 1865 г. в Цариград и е погребан в гробницата Егри-капу. Близките му поискали да пренесат тленните му останки в селото, но била донесена само надгробната плоча, която си бил приготвил приживе. Забележителни са думите му, които той казал в Цариград при уреждане на църковните работи: „Няма да си отида оттук, докато не видя български владици да се упътват за Българско.“ Надгробната плоча се намира в църковния двор върху гроба на неговия внук Атанас Златев, който бил убит от турците в Ботевската гора.
След Петър Атанасов учител става Курти Добрев (и двамата от същото село). Последният по професия е абаджия като едновременно упражнява и занаята си, и учи 10 ученика. Заедно с това изпълнява и длъжността селски писар. Примитивната обстановка на това училище го доближава твърде много до характера на църковната килия. Учениците сядали на възглавници, донесени от къщи, и пишели на коляно. Стаята била малка и тъмна.
В следващите години към 1866 – 68 г. тук работят Иванчо, а след него до 1871 г. Андон х. Матеев. Те очевидно с нищо не променят атмосферата на училището, поради което някои недоволни ученици го напускат и отиват да учат в с. Юшенлий. Същите ученици изпращат на 31 май 1871 г. писмо до Варненската община, което показва състоянието на обучението и изобщо изостаналостта на местното училище.
След 1871 г. в селото учителства Стефан Колчев от Железник (Ст. Загора), който получава заплата от 3000 гроша и храна от селяните. По негово време нараства броят на учениците – 116 момчета и 17 момичета и се въвежда разпределение в четири отделения. Ст. Колчов остава до учебната 1874/75 г., която довършва.
На негово място идва Димо Митов, който през пролетта на 1875 г. провежда годишен изпит с учениците от всички отделения. В четвърто отделение със 7 ученика се изучава свещена история, българска история, българска граматика, землеописание, аритметика, прочит, катехизис. Изпитът става само върху свещена история, българска история, землеописание и завършва много добре. В трето отделение 17 ученици са изпитвани по катехизис, прочит и аритметика. Във второ отделение 19 ученици – по прочит и числа, а в първо 60 – също по прочит и числа, от 1 до 1000. Д. Митов получава заплата от 2200 гроша. Същият учител остава вероятно и през следващите години до началото на Освободителните войни.
Заедно със завареното турско население през 1874 г. с. Хадърча наброява 163 къщи, от които 41 турски, 114 български и 8 цигански. По същото време българите достигат 140 семейства, 800 жители.
От 1877 година селото вече се нарича Николаевка. Прекръстено е било на името на Великия княз Николай Николаевич, главнокомандващ руските войски по време на Руско-турската война 1877 – 1878 г., трети син на император Николай I и по-малък брат на император Александър II. Преименуването станало в чест на руските войски, които били на бивак близо до селото. Селяните изпратили писмо до княза, който им отговорил положително на желанието им и подарил на селото 3000 гроша.
Основни поминъци на селото са били земеделието и овцевъдството. Занаятите в Николаевка са задоволявали нуждите на местното население. Един от добре развитите занаяти било терзийството.

## Личности

### Родени:
- Петър Дънов (1864 – 1944), духовен учител.
- Ахмед Хадърчали, български общественик от турски произход, дългогодишен общински съветник във Варна, Княжество България.
- Никола Попов (1875 – 1954), юрист, учител, народен представител, общински съветник, политик, кмет на Варна (1927 – 1930).
- Димитър Кондов (1880 – 1923), български политик, деец на БКП.
- Никола Димов (1902 – 1991), български учен, чл.-кор. на БАН, професор, политик от БЗНС. Днес на негово име е наречена Професионалната гимназия по туризъм и хранителни технологии „Никола Димов“ в Пирдоп.
- Демир Борачев (1910 – 1995), военен деец, генерал-полковник, дългогодишен председател на Комисията за борба с бракониерството при БЛРС.
- Георги Драганов Николов (1835 – 1931), един от областните съветници във Варна.
- Константин Атанасов (р. 1922), български политик от БКП.

### Живели:
- Атанас Георгиев Фучиджиоглу (Атанас чорбаджи Хадърчалията) (1805 – 1865), възрожденски деец, открил първото българско училище в село Хадърча и във Варненска кааза (1847)
- Константин Дъновски (1830 – 1918), възрожденски деец, първият български учител във Варненско и първият български свещеник във Варна
- Христо Стефанов (1844 – 1937) – свещеник, борец за църковна и политическа свобода, служил в Хадърча от 1885 до пенсионирането си през 1919.

## Население
Численост на населението според преброяванията през годините:
| \| Година на преброяване \| Численост \| \| --------------------- \| --------- \| \| 1934 \| 1903 \| \| 1946 \| 1920 \| \| 1956 \| 1670 \| \| 1965 \| 1415 \| \| 1975 \| 1012 \| \| 1985 \| 785 \| \| 1992 \| 662 \| \| 2001 \| 542 \| \| 2011 \| 436 \| \| 2021 \| 363 \| |           |
| Година на преброяване | Численост |
| 1934 | 1903      |
| 1946 | 1920      |
| 1956 | 1670      |
| 1965 | 1415      |
| 1975 | 1012      |
| 1985 | 785       |
| 1992 | 662       |
| 2001 | 542       |
| 2011 | 436       |
| 2021 | 363       |

### Етнически състав

#### Преброяване на населението през 2011 г.
Численост и дял на етническите групи според преброяването на населението през 2011 г.:
|                     | Численост | Дял (в %) |
| Общо                | 436       | 100.00    |
| Българи             | 353       | 80.96     |
| Турци               | 10        | 2.29      |
| Цигани              | 52        | 11.92     |
| Други               | 13        | 2.98      |
| Не се самоопределят | 5         | 1.14      |
| Неотговорили        | 3         | 0.68      |